# هراند فالیان
هراند فالیان (ارمنی: Հրանդ Ֆալեան؛ زاده ۱۸۸۴ - درگذشته ۱۹۶۶) شاعر و روزنامه‌نگار ارمنی‌تبار اهل ایران بود. وی به همراه مارکار قرابگیان جُنگ «نور اج» (به ارمنی: Նոր Էջ) (برگ نو) را پایه‌گذاری نمود.

## زندگی
ملکون قریبیان (به ارمنی: Մելքոն Ղարիբեան) ملقب به هراند فالیان در سال ۱۸۸۴ میلادی(۱۲۶۳ خورشیدی) در شهر رشت به دنیا آمد. تحصیلات ابتدایی را در زادگاهش گذراند و دوره متوسطه را در مدارس ارامنهٔ؛ مدرسه هایگازیان و مدرسه گاسپاریان تهران به پایان رساند. 
وی با بسیاری از مجلات و روزنامه‌های ارمنی‌زبان همکاری داشته‌است. از سال ۱۳۱۴ (۱۹۳۵) همراه با عده‌ای از نویسندگان هم دوره گروه نویسندگان ارامنهٔ ایران «نور اج» را بنیان نهاد. 
از مهمترین آثار ادبی وی «دشمنان» (۱۹۰۸ باکو)، «توطئه»، «انسان خاکی»، «چشم‌های نو» (۱۹۶۱ تهران) را می‌توان نام برد همچنین وی کتاب‌های «برای میهن» و «سرجوخه شجاع» را از فرانسه به ارمنی ترجمه کرده‌است. 
وی در سال ۱۹۶۶ (۱۳۴۵ خورشیدی) در تهران درگذشت.